# エリーカ

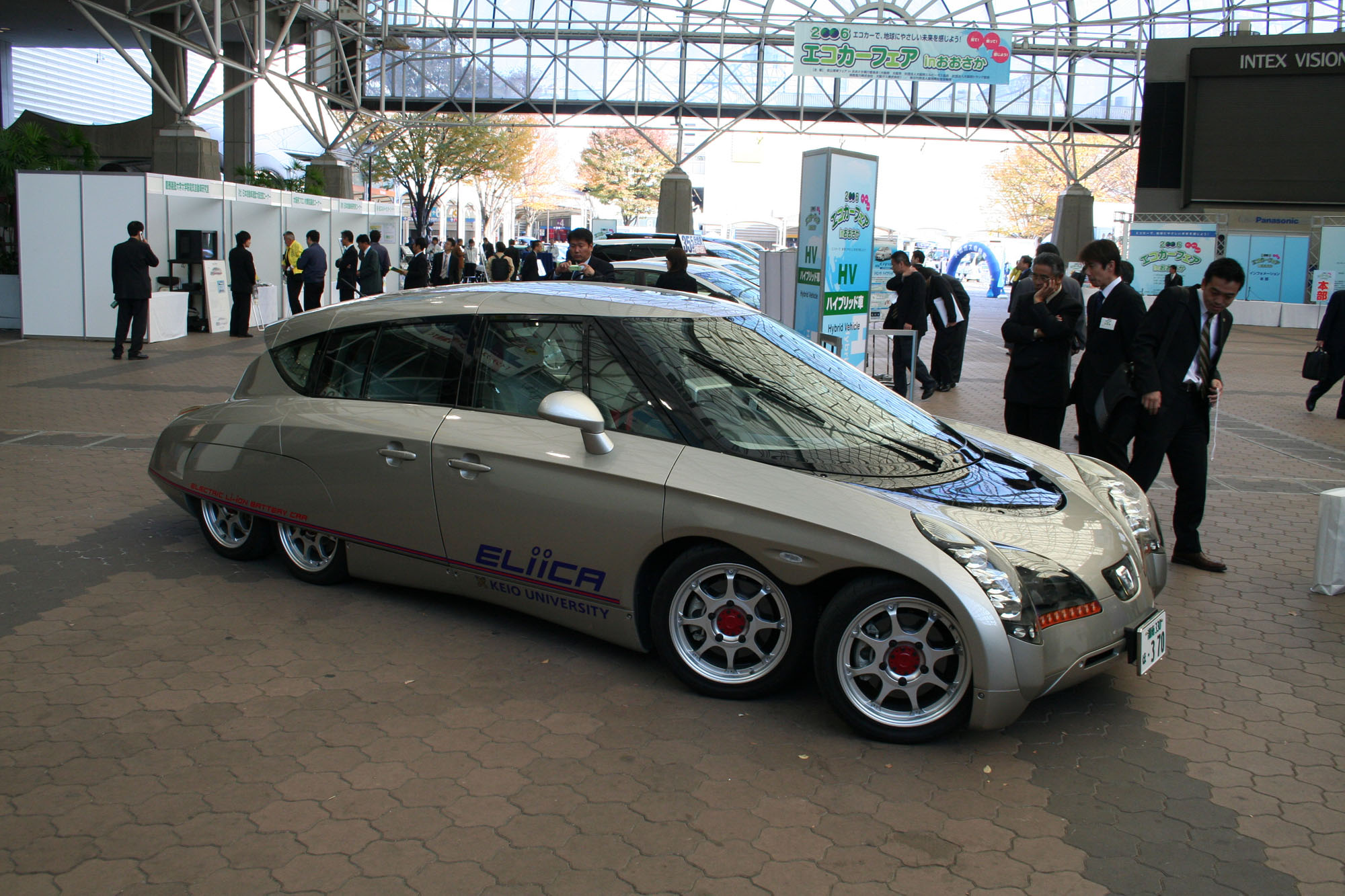
電気自動車エリーカ（大阪にて）

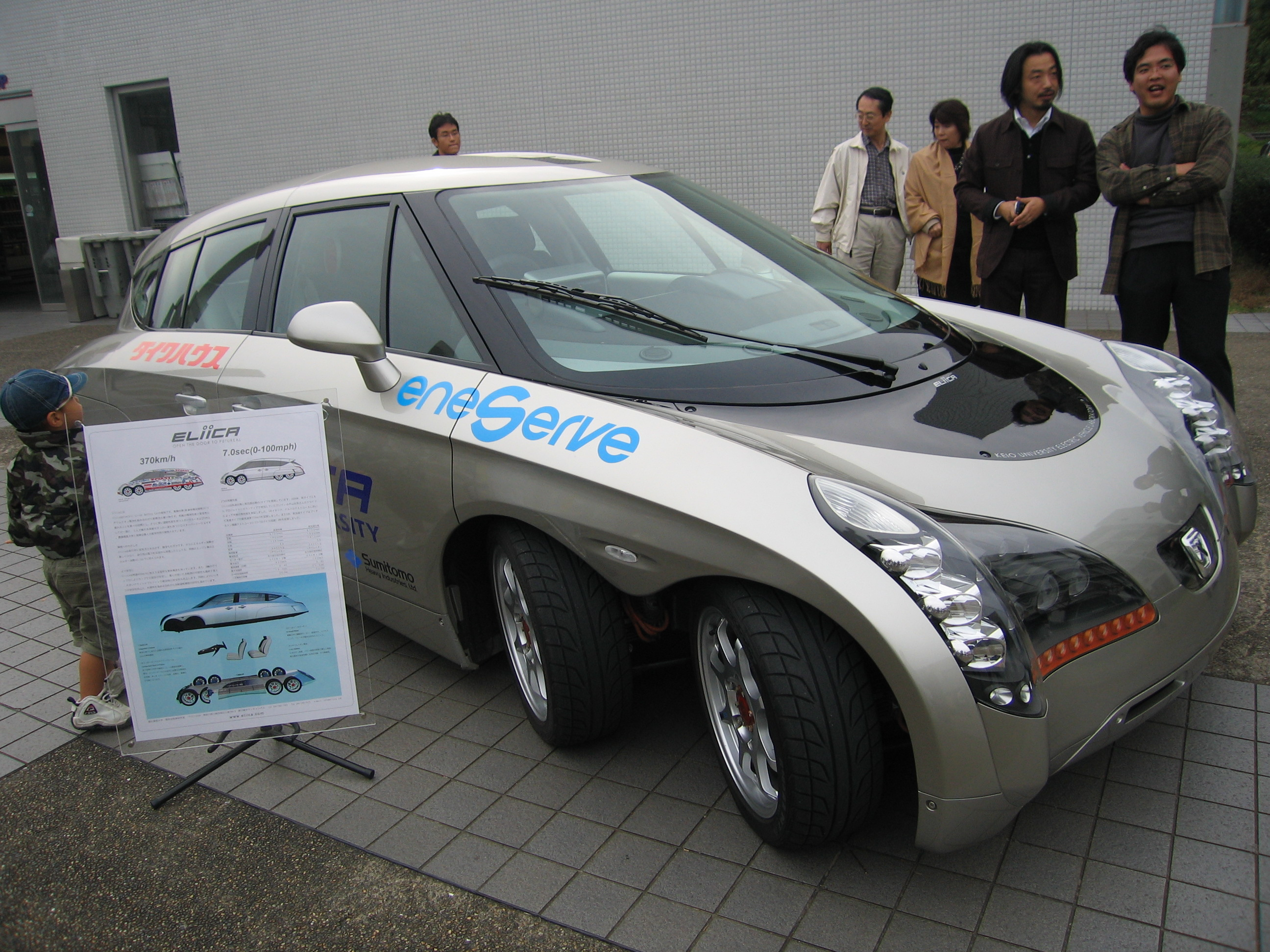
電気自動車エリーカ(2004年10月16日、慶應義塾大学湘南藤沢キャンパスにて)

エリーカ (英語: Eliica; Electric Lithium-Ion Battery Car) は2004年に製作された8輪駆動の電気自動車で、開発には慶應義塾大学湘南藤沢キャンパスを中心に38の企業が携わった。
2007年から数年以内を目標として市販化が検討されていた。2004年2月栃木県のテストコースで320 km/hを記録し、3月にイタリア、ナルドのテストコースで最高速度370.3km/hを記録した。販売価格は3000万円程度で、200台程度を販売する計画だった。2009年8月に、エリーカなどの電気自動車の技術を事業化するための企業「SIM-Drive（シムドライブ）」が設立され、量産を前提とした試作車が開発されていた。

## 特徴
インホイールモーター
動力源は各車輪の中に組み込まれたモーター、すなわちインホイールモーター (In-Wheel-Motor) で、車輪を直接駆動することで機械損失を抑え、航続距離の増加に寄与する。モーターのサイズを大きくできないため、走行抵抗に打ち勝って最高速度400 km/hを狙えるほどの出力を得るにはモーターの数、すなわち車輪を増やす必要があった。
モーターの一つ一つがインバーター制御されて、一つあたり約80 kWを発生させる。合計出力は約640 kWとなり、優れた加速性能を発揮する。各車輪にはブレーキ、変速ギア、ハブ・ベアリングが搭載されていて運動性能の向上に役立っている。開発者によれば、各車輪のインバーターシグナル同期が難しく、苦労したという。
なおインホイールモーターと集積台車構造を採用することで車両レイアウトの自由化や車内空間の拡大が計れるが、ブレーキ部品や足回り部品のエンジン車との共用、ばね下重量の増加、コストなどに課題があると言われる。
最高速度
2004年3月13 - 14日（予定日）イタリアのオーバルコースで最高速度370 km/hを記録した。なおエリーカの前身となる8輪電気自動車KAZは、同じくイタリアのProving Ground Nardのコースで2001年4月29日最高速度311 km/hを出している。ちなみに、2006年時点で世界最速の電気自動車はオハイオ州大学のBuckeye Bullet (BB1)で、2004年10月に506.9 km/hを記録している。
加速性能
ポルシェ 911Turbo（最高出力 480 PS）との時速100マイル (160 km/h) に達するまでの勝負では、7.0秒で時速100マイルに達して勝利した。エリーカが時速100マイルに達したとき、ポルシェは時速86マイル (138 km/h) であり、ポルシェが時速100マイル(160 km/h)に達するのには9.2秒かかった。このときのドライバーは元F1ドライバーの片山右京で、エリーカのモーター駆動特有の加速特性に驚いている。
三菱ランサー・エボリューションと同走したときは圧倒的な差でエリーカがランサーを引き離した。
なおエリーカの前身となる8輪電気自動車KAZは0 - 400mを15.3秒で走行する。
燃費
コンセプトに「100円で100 kmの旅を」というスローガンを掲げ、夜間電力で充電を行えば1 kmあたり約1円ですむという。エネルギー総合効率はガソリン車が約7 %、燃料電池車が約15 %、電気自動車が約27 %で、ガソリン車よりも4倍弱効率がよい。この高効率の実現には回生ブレーキが大きな役割を果たしているという。
電力源
日本電池製のリチウムイオン電池を使用しており、電池をアルミ押し出し材のフレーム内部に収納する構造を採用している。エリーカプロジェクトの一環として、元銀行役員が電池会社を起業し、リチウムイオン電池の生産を開始している。
サスペンション
2つの小径車輪をパイプで接続させた左右が連動して動くサスペンション構造であり、エリーカ独特の方式となっている。

## スペック
最高速度挑戦車と高加速性挑戦車があり、電池の仕様や減速比など、スペックが若干異なる。数値が二つ並ぶ場合は前者が最高速度挑戦車、後者が高加速性挑戦車とし、それ以外は共通である。
ボディー
- 全長 - 5100 mm
- 全幅 - 1900 mm
- 全高 - 1365 mm, 1415 mm
- 重量 - 2400 kg（2.4トン）
- 定員 - 5人

電池
- 種類 - リチウムイオン
- 容量 - 31 kWh, 55 kWh
- 電圧 - 332 V, 328 V

モーター
- 種類 - 永久磁石型同期式
- 最大トルク - 100 Nm ×8輪
- 最大出力 - 60 kW ×8輪
- 最大回転数 － 12000 rpm

モーターコントローラー
- 形式 - PWM式

性能
- 最大速度（目標）- 400 km/h, 190 km/h
- 最大加速度 - 0.4 G, 0.8 G
- 0 - 400m加速時間 - 15.3sec、11.3sec
- 一充電走行距離 - 200 km, 320 km
- 充電時間（電池容量0 - 70 %）- 4分、30分
- ステアリング - 電動パワーアシスト　1/2/4軸操舵

## エリーカが登場したメディア
- 『世界最速への挑戦〜スーパー電気自動車誕生〜』（2004年10月2日放送、NHKスペシャル）
- 『爆笑問題のニッポンの教養』（NHK）
- 『日経スペシャル ガイアの夜明け』 高きを目指せ ニッポンの学生たち～世界最高峰の自動車レースに挑む～（2008年6月24日放送、テレビ東京）[8]
- 『夢の扉 〜NEXT DOOR〜』（TBS 2008年7月20日放送）
- 『STYLE BOOK』（BS朝日 2008年9月6日・7日放送）

他

## 論文
- 清水, 浩、江本, 聞夫、河上, 清源「次世代高性能電気自動車Eliicaの開発」『可視化情報学会誌』第26巻第1号、2006年、doi:10.3154/jvs.26.Supplement1_13、ISSN 1884-037X。